# Præsidentvalget i USA 1840
Præsidentvalget i USA 1840 var det 14. præsidentvalg i USA, som blev afholdt fra fredag den 30. oktober til onsdag den 2. december 1840. Den økonomisk genopretning fra panikken i 1837 mislykkes, og den Whig-nominerede William Henry Harrison besejrede den siddende præsident Martin Van Buren fra Det Demokratiske Parti. Valget markerede den første af to whig-sejre i forbindelse med præsidentvalget, men var det eneste, hvor de vandt et flertal af vælgerstemmerne. Valget repræsenterede den tredje omkamp i amerikansk præsidentvalgshistorie – en sådan omkamp ville ikke finde sted igen før ved valget i 1892.
I 1839 afholdt Whigs for første gang et nationalt konvent. På dette konvent besejrede William Henry Harrison den tidligere udenrigsminister Henry Clay og general Winfield Scott. Van Buren mødte kun lidt modstand ved det demokratiske nationale konvent i 1840, men den kontroversielle vicepræsident Richard Mentor Johnson blev ikke gennomineret. Demokraterne blev dermed det eneste store parti siden 1800, der undlod at vælge en vicepræsidentkandidat.
Med henvisning til den vicepræsidentkandidat John Tyler og Harrisons deltagelse i Slaget ved Tippecanoe, førte Whigs kampagne på sloganet "Tippecanoe og Tyler Too". Med Van Buren svækket af økonomiske problemer, vandt Harrison et flertal af valgmandskollegiet med 234 af 294 valgmandsstemmer. Vælgerdeltagelsen steg i takt med, at hvide mænds valgret blev næsten universel, og en – på daværende tidspunkt – rekord på 42,4 % af den stemmeberettiget befolkning stemte på Harrison. Van Burens tab gjorde ham til den tredje præsident, der tabte genvalg.
Whigs nød ikke fordelene ved sejren. Den 67-årige Harrison – som var den ældste amerikanske præsident valgt indtil Ronald Reagan blev valgt i 1980 – døde lidt mere end en måned efter indsættelsen. Harrison blev efterfulgt af John Tyler, som – uventet – viste sig ikke at være en whig. Mens Tyler havde været en tilhænger af Clay ved konventet, var han en tidligere demokrat, der lidenskabelig var tilhænger af delstaters rettigheder og faktisk en uafhængig. Som præsident blokerede Tyler Whigs' lovgivningsmæssige dagsorden og blev smidt ud af Whigpartiet. Han fungerede efterfølgende som den anden uafhængige præsident (efter Washington).

## Yderligere læsning
- Black, Earl; Black, Merle (1992). The Vital South: How Presidents Are Elected. Harvard University Press. ISBN 0674941306.
- Chambers, William Nisbet. "The Election of 1840" i Arthur M. Schlesinger Jr. (red.) History of American Presidential Elections, 1789–1968 (1971) bind 2; analyse plus primære kilder
- Snyd, Mark. R. The Coming of Democracy: Presidential Campaigning in the Age of Jackson (Johns Hopkins University Press, 2018)
- Ellis, Richard J. Old Tip vs. the Sly Fox: The 1840 Election and the Making of a Partisan Nation (U of Kansas Press, 2020) onlineanmeldelse
- Formisano, Ronald P. "Den nye politiske historie og valget i 1840," Journal of Interdisciplinary History, Spring 1993, Vol. 23 hæfte 4, s. 661–82 i JSTOR
- Greeleys beskrivelse af valget i 1840 er lagt på Wikisource .
- Holt, Michael F. "The Election of 1840, Voter Mobilization, and the Emergence of the Second American Party System: A Reappraisal of Jacksonian Voting Behavior", i Holt og John McCardell, eds. A Master's Due: Essays in Honor of David Herbert Donald (1986); understreger økonomiske faktorer; Se Formisano (1993) for kritik
- Leahy, Christopher J. Præsident uden et parti: The Life of John Tyler (LSU, 2020), en stor videnskabelig biografi; uddrag også online anmeldelse
- Shade, William G. "Politics and Parties in Jacksonian America", Pennsylvania Magazine of History and Biography Vol. 110, nr. 4 (okt. 1986), s. 483-507 online
- Zboray, Ronald J. og Mary Saracino Zboray. "Whig Women, Politics, and Culture in the Campaign of 1840: Three Perspectives from Massachusetts", Journal of the Early Republic Vol. 17, nr. 2 (sommer, 1997), s. 277–315 i JSTOR

### Primære kilder
- Chester, Edward W En guide til politiske platforme (1977) online
- Porter, Kirk H. og Donald Bruce Johnson, red. Nationale partiplatforme, 1840-1964 (1965) online 1840-1956

## Eksterne links
- Præsidentvalget i 1840: En ressourcevejledning fra Library of Congress
- "The Campaign of 1840: William Henry Harrison and Tyler, Too" lektionsplaner og dokumenter på gymnasieniveau
- 1840 folkeafstemning efter amter
- Valg af 1840 i Counting the Votes Arkiveret 13. december 2017 hos  Wayback Machine </link>